# Vansö församling
Vansö församling var en församling i Strängnäs stift och i Strängnäs kommun i Södermanlands län. Församlingen uppgick 1998 i Vårfruberga församling.

## Administrativ historik
Församlingen har medeltida ursprung. 
Församlingen var till 1584 moderförsamling i pastoratet Vansö och Härad för att därefter till 1587 utgöra ett eget pastorat. Från 1587 till 1998 annexförsamling i pastoratet Vansö och Härad som 1962 utökades med Fogdö församling och Helgarö församling. Församlingen uppgick 1998 i Vårfruberga församling.

## Kyrkor
- Vansö kyrka